# Nodar Kumaritașvili
Nodar Kumaritașvili (georgiană: ნოდარ ქუმარიტაშვილი; n. 25 noiembrie 1988 - d. 12 februarie 2010) a fost un concurent în probele de sanie din Georgia. A decedat în timpul antrenamentelor pentru proba olimpică de sanie a Jocurilor olimpice de iarnă din 2010.